# Ліга комуністів Нідерландів
Ліга комуністів Нідерландів (нід. Verbond van Communisten in Nederland or VCN) – комунстична партія в Нідерландах у 1984-1992 рр. 
Ліга комуністів Нідерландів виникла внаслідок розколу в 1984 р. Комуністичної партії Нідерландів. На початку 1980-х рр. нове керівництво Комуністичної партії Нідерландів ухвалило перехід на позиції ревізіонізму та єврокомунізму. Частина комуністів з цим не погодилась і прагнула залишитись на ортодоксальних позиціях. Уже в 1982 р. виник «Горизонтальний форум комуністів» як лобістська група в Компартії. Одним із найактивніших діячів був депутат парламенту Фредерік Мейс.
Після зʼїзду Компартії у 1984 р., коли було остаточно вирішено відмовитись від марксизму-ленінізму Горизонтальний форум комуністів вирішив вийти з партії і утворити нову політичну організацію. Так було утворено Лігу комуністів Нідерландів.
Ліга комуністів Нідерландів була активною в  Амстердамі та в провінції  Гронінген. В 1992 році Комуністична партія Нідерландів саморозпустилась. Ліга комуністів обʼєдналась із залишками компартії у Нову комуністичну партії Нідерландів.